# Ryan Francisco
Ryan Francisco Rodrigues dos Santos Silva (San Paolo, 21 novembre 2006) è un calciatore brasiliano, attaccante del San Paolo.

## Carriera

### Club
Ha iniziato a giocare nel settore giovanile del Palmeiras per poi passare allo SKA Brasil nel 2021 ed al San Paolo due anni più tardi. Ha debuttato in prima squadra l'8 dicembre 2024 nell'incontro di Série A perso 2-1 contro il Botafogo ed il 30 gennaio 2025 ha segnato il suo primo gol nei minuti finali della partita del campionato paulista vinto 2-1 contro il Portuguesa.

### Nazionale
Ha giocato con la nazionale brasiliana Under-17.

## Statistiche

### Presenze e reti nei club
Statistiche aggiornate al 25 maggio 2025.
| Stagione        | Squadra         | Campionato      | Campionato | Campionato | Coppe nazionali | Coppe nazionali | Coppe nazionali | Coppe continentali | Coppe continentali | Coppe continentali | Altre coppe | Altre coppe | Altre coppe | Totale | Totale | Totale |
| Stagione        | Squadra         | Comp            | Pres       | Reti       | Comp            | Pres            | Reti            | Comp               | Pres               | Reti               | Comp        | Pres        | Reti        | Pres   | Reti   |        |
| --------------- | --------------- | --------------- | ---------- | ---------- | --------------- | --------------- | --------------- | ------------------ | ------------------ | ------------------ | ----------- | ----------- | ----------- | ------ | ------ | ------ |
| 2024            | San Paolo       | A1/SP+A         | 0+1        | 0          | CB              | 0               | 0               | CL                 | 0                  | 0                  | SB          | 0           | 0           | 1      | 0      |        |
| 2025            | San Paolo       | A1/SP+A         | 4+5        | 1+1        | CB              | 2               | 0               | CL                 | 0                  | 0                  | -           | -           | -           | 11     | 2      |        |
| Totale carriera | Totale carriera | Totale carriera | 10         | 2          |                 | 2               | 0               |                    | 0                  | 0                  |             | 0           | 0           | 12     | 2      |        |